# The Fast and the Furious: Tokyo
The Fast and the Furious: Tokyo (Wild Speed X3: Tokyo Drift en Japón) es un videojuego de carreras de 2006 basado en la licencia de la película The Fast and the Furious: Tokyo Drift que fue lanzado en dos versiones: la 2D desarrollada por Oberon Media y la 3D desarrollada por Juice Games ambas publicadas por I-play para BREW, DoJa y J2ME.

## Jugabilidad
El modo historia apenas tiene historia: se debe viajar a 7 distritos de Tokio. Después de vencer al maestro de área en un lugar, pasa al siguiente. Cada ubicación consta de tres sesiones: The Call, donde se compite por el primer lugar contra tres autos controlados por IA, Show Off, donde de debe impresionar con derrapes para ganar el respeto suficiente para atraer la atención del maestro del área, y Twin Battle, donde se debe vencer al maestro de área y ganar más respeto que él.
Show Off y Twin Battle requieren que se derrape por las esquinas. Al derrapar, se llena un medidor amarillo en la esquina superior derecha. Una vez que el medidor está lleno, se llena una de las siete casillas y se reinicia el medidor. Si se logra activar todas las casillas amarillas, se pasa a un conjunto de casillas verdes, un requisito mínimo para acceder a Twin Battles. El derrape en cadena también proporciona dinero en efectivo, y se gana más respeto cuando se derrapa durante mucho tiempo y a alta velocidad, mientras que las colisiones se descuentan de la puntuación.
Después de ganar carreras, se puede mejorar el auto, con mejoras de aceleración, velocidad, frenos, llantas y nitro. En el taller de carrocería, se puede aumentar el respeto con un trabajo de pintura, alerones traseros, calcomanías y tomas de aire. Los otros modos de juego son Quick Race y Solo Runs. Solo Runs ofrece tres tipos de carrera adicionales: Survival Run, en la que se debe seguir desviándose constantemente para que el respeto dure, Last Man Standing (el último después de que finaliza cada ronda) y Time Trial.